# Столкновение над Кармелом
Столкновение над Кармелом — авиационная катастрофа, произошедшая в субботу 4 декабря 1965 года над городом Кармел (округ Патнам, штат Нью-Йорк), когда на высоте 11 000 футов (3400 м) столкнулись два пассажирских самолёта — Lockheed L-1049C Super Constellation авиакомпании Eastern Air Lines (EAL) и Boeing 707-131B авиакомпании Trans World Airlines (TWA). Несмотря на повреждения, экипаж самолёта TWA сумел выполнить безопасную посадку в Нью-Йорке; экипаж самолёта EAL совершил вынужденную посадку вне аэродрома, при этом погибли 4 человека.

## Самолёты

### Boeing 707

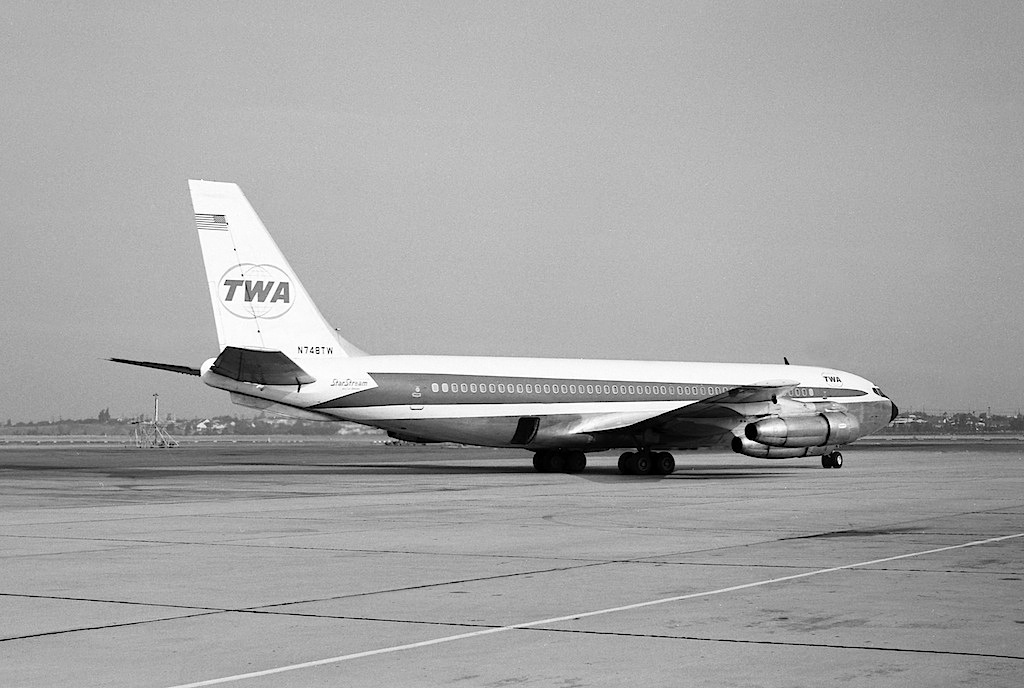
Boeing 707-131B борт N748TW за 13 месяцев до происшествия (30 сентября 1964 года)

Boeing 707-131B с заводским номером 18387 (серийный 286) был выпущен в 1962 году, а 14 апреля совершил свой первый полёт, после чего 30 апреля поступил к заказчику — авиакомпании Trans World Airlines (TWA), где получил бортовой номер N748TW. Его четыре турбовентиляторных двигателя были модели Pratt & Whitney JT3D. Общая наработка лайнера составляла 12 965 часов 29 минут, в том числе 2831 час 44 минуты с момента последней переаттестации (7 марта 1965 года), 539 часов 28 минут от последнего обслуживания по форме «C» (12 октября 1965 года, проводилась каждые 4600 часов) и 61 час 55 минут от последней проверки на станции обслуживания (11 ноября 1965 года).
Его экипаж имел следующий состав:
- Командир воздушного судна (КВС) — 45-летний Томас Х. Кэрролл (англ. Thomas H. Carroll). В TWA работал с 24 сентября 1945 года, а 28 мая 1956 года получил квалификацию командира судна. 7 сентября 1965 года проходил последнюю проверку квалификации, 17 октября 1965 года — последнюю проверку на знание B-707, а 22 сентября 1965 года — последнюю медицинскую комиссию. Его общий налёт составлял 18 842 часа, в том числе 1867 часов на самолётах B-707.
- Второй пилот — 42-летний Лео М. Смит (англ. Leo M. Smith). В TWA работал со 2 ноября 1953 года, а 30 декабря 1953 года получил квалификацию второго пилота. 25 июня 1965 года проходил последнюю проверку на знание B-707, а 10 сентября 1965 года — последнюю медицинскую комиссию. Его общий налёт составлял 12 248 часов, в том числе 2607 часов на самолётах B-707.
- Бортинженер — 41-летний Эрнест В. Холл (англ. Ernest V. Hall). В TWA работал с 8 августа 1947 года, а 19 июля 1951 года получил должность бортинженера. 24 ноября 1965 года проходил последнюю проверку квалификации, 1 декабря 1965 года — последнюю проверку на знание B-707, а 17 февраля 1965 года — последнюю медицинскую комиссию. Его общий налёт составлял 11 717 часов, в том числе 5 часов 52 минуты на самолётах B-707.

В салоне работали четыре стюардессы.
В тот день борт N748TW выполнял трансконтинентальный пассажирский рейс TW-42 Сан-Франциско — Нью-Йорк, а всего на борту находились 51 пассажир, 7 членов экипажа и 82 000 фунтов (37 200 кг) топлива. Общий взлётный вес самолёта был оценён в 222 174 фунта (100 776 кг); вес и центровка находились в пределах допустимого. В 09:05 PST рейс 42 вылетел из аэропорта Сан-Франциско и по правилам полётов по приборам направился в Нью-Йорк через Сакраменто, Рино, Су-Фолс и Буффало, проходя их на разных высотах. В 15:48 с «Боинг-а» доложили о прохождении Буффало на эшелоне FL370 (высота 37 000 футов (11 300 м)), после чего получили указание снижаться и занимать эшелон FL210 (высота 21 000 футов (6400 м)).

### Lockheed Super Constellation
Lockheed L-1049C Super Constellation с заводским номером 4526 был выпущен в 1953 году, а 20 ноября поступил к заказчику — авиакомпании Eastern Air Lines (EAL), где получил бортовой номер N6218C. Его четыре поршневых двигателя были модели Curtiss-Wright 972-TC-18-DA 3/4 и оборудованы воздушными винтами Hamilton Standard модель 34E60. Общая наработка лайнера составляла 32 883,76 часа, в том числе 7 часов от последней инспекционной проверки, проводившейся 3 декабря 1965.
Как позже было установлено, на борту N6218C был установлен один высотомер, который не соответствовал требованиям Технического Стандартного заказа (TSO) и не соответствовал типу из принятого списка для сертификации. Однако когда после происшествия изучили необходимые документы, было установлено, что его модифицировали в соответствие с действующими сервисными бюллетенями, а потому он соответствовал требованиям к производительности TSO C10A.
Экипаж самолёта имел следующий состав:
- Командир воздушного судна (КВС) — 42-летний Чарльз Дж. Уайт (англ. Charles J. White). В EAL работал с 26 октября 1953 года, 8 ноября 1965 года проходил последнюю проверку квалификации, 8 ноября 1965 года — последнюю проверку на знание маршрутов, а 25 октября 1965 года — последнюю медицинскую комиссию. Его общий налёт составлял 11 508 часов, в том числе 1867 часов на самолётах L-1049.
- Второй пилот — 34-летний Роджер И. Холт-младший (англ. Roger I. Holt, Jr.). В EAL работал с 5 февраля 1962 года, 14 сентября 1965 года проходил последнюю проверку квалификации, а 9 марта 1965 года — последнюю медицинскую комиссию. Его общий налёт составлял 8090 часов, в том числе 899 часов на самолётах L-1049.
- Бортинженер — 27-летний Эмиль П. Гринуэй (англ. Emile P. Greenway). В EAL работал с 27 января 1964 года, а 17 июля 1965 года проходил последнюю проверку квалификации на бортинженера. Его общий налёт составлял 1011 часов, в том числе 726 часов на самолётах L-1049.

В салоне работали две стюардессы.
В тот день борт N6218C выполнял пассажирский рейс EA-853 Бостон — Ньюарк, а всего на борту находились 49 пассажиров и 5 членов экипажа. Исходя из максимального посадочного веса в Ньюарке, максимальный взлётный вес в Бостоне был определён как 113 075 фунтов (51 290 кг); взлётный вес брутто самолёта составлял 97 019 фунтов (44 007 кг); центровка также находилась в допустимых пределах. В 15:38 «Локхид» вылетел из аэропорта Логан и, заняв предписанный эшелон 10 000 футов (3000 м), направился в Ньюарк, следуя по правилам полётов по приборам.

## Катастрофа

### На подходе к Кармелу
В тот день над северо-западной частью США стоял погодный фронт, начинающийся от циклона в Атлантике в 100—150 милях (160—240 км) от побережья, а от Великих озёр и Новой Англии до Каролины дули северо-западные ветра. По данным метеостанции в Уайт-Плейнсе (северо-западнее Нью-Йорка), в 15:40 над регионом стояла переменная облачность на 4000 футов (1200 м) и сплошная на 8000 футов (2400 м), видимость 12 миль (19 км), температура воздуха 46 °F (8 °C), точка росы 35 °F (2 °C), ветер 300° 7 уз (12,96400 км/ч). По данным Бюро погоды Нью-Йорка на 15:45 к северо-западу от города наблюдались кучевые облака с вершинами от 10 000 футов (3000 м) до 15 000 футов (4600 м), отдельные дожди, а в некоторых местах и мокрый снег.
Полёт рейса EA-853 выполнялся под контролем Бостонского центра управления воздушным движением, диспетчер которого в 15:56 передал экипажу давление для настройки высотомера — 29,58 дюйма (751 мм) рт.ст. (уровень аэродрома Брэдли); позже при прослушивании записи переговоров не удалось услышать подтверждение от экипажа о получении этой информации. В 16:06:45 была начата передача самолёта EAL под контроль диспетчера 8-го сектора Нью-Йоркского центра, а в 16:10:20 экипаж, установив связь с Нью-Йорком, доложил о следовании на эшелоне 10 000 футов (3000 м), после чего был опознан диспетчером на экране радиолокатора.
Рейс TW-42 подходил к радиомаяку Кармел с северо-запада и находился от него на удалении примерно 42 мили (68 км), когда контроль в секторе за ним был передан от диспетчера верхних эшелонов диспетчеру низких. Экипаж получил указание снижаться до эшелона 11 000 футов (3400 м) и настройку высотомера на уровень аэропорта Джона Кеннеди — 29,63 дюйма (753 мм) рт.ст.; о занятии эшелона 11 000 футов экипаж доложил в 17:30.

### Столкновение
По данным радаров, «Боинг» следовал со скоростью 355 уз (657,46000 км/ч) и курсом 128° на высоте 11 000 футов, а «Локхид» — со скоростью 213 уз (394,47600 км/ч) и курсом 252° на высоте 10 000 футов. Движение в секторе было небольшим, поэтому диспетчеры нормально отслеживали ситуацию в небе, при этом они знали, что оба эти рейса должны были пройти радиомаяк Кармел почти одновременно — примерно в 16:18:43, однако не были обязаны предупреждать об этом экипажи, так как обеспечивалось безопасное расхождение с интервалом по высоте 1000 футов (300 м). Рейс 853 летел над самым слоем облаков, иногда попадая внутрь отдельных вершин, при этом против солнца, но экипаж не использовал шторки или солнцезащитные очки. «Супер Конни» вынырнул из очередного облака, когда второй пилот Холт вдруг увидел через правое окно на «два часа» (примерно 60° справа по курсу), как им наперерез летит реактивный авиалайнер, который, как показалось пилоту, был на одной с ними высоте; крикнув «Берегись», Роджер схватил штурвал и потянул «на себя», а следом к нему подключился и командир Уайт, после чего борт N6218C начал круто набирать высоту.
«Боинг» следовал на юго-восток над облаками, а автопилот был подключен на сохранение высоты, хотя командир Кэрролл при этом держал левую руку на штурвале; неожиданно он увидел на «десять часов» (примерно 60° слева по курсу) бело-синий самолёт, который круто набирал высоту, следуя прямо на столкновение с ними. Томас Кэрролл сразу отключил автопилот и резко потянул штурвал «на себя» и вправо, заставив самолёт с перегрузкой в 2,5 единицы отвернуть вправо и вверх, а следом к нему подключился и второй пилот Лео Смит. Однако когда лайнер оказался в правом крене, пилоты через секунду поняли, что этот манёвр не позволит уклониться от столкновения, поэтому отклонили штурвалы «от себя» и влево; в этот же момент раздались два удара. Концом левого крыла (было приподнято из-за правого крена) борт N748TW ударился о правый вертикальный стабилизатор борта N6218C, в результате чего у первого самолёта отделилась внешняя часть крыла длиной 25 футов (7,6 м) и был поцарапан двигатель № 1 (крайний левый), но крепления двигателя выдержали, а у второго самолёта отрубило часть горизонтального стабилизатора.

### Борьба за выживание
Рейс 42 начал быстро снижаться, но экипаж успел восстановить управление, а в 16:19 доложил диспетчеру о столкновении, после чего получил направление на аэропорт назначения; также экипаж объявил чрезвычайную ситуацию и запросил подготовить в аэропорту аварийное и пожарное оборудование, так как самолёт потерял часть левого крыла. Перед посадкой пилоты сделали левый разворот на 360° к юго-западу от аэропорта Джона Кеннеди, чтобы убедиться, что шасси выпущены, после чего примерно в 16:40 приземлились на полосу «31 левая». Никто из 58 человек на борту N748TW не пострадал.
Рейс 853 в момент удара продолжал набирать высоту, когда пилоты почувствовали, что машина стала входить в левый крен; попытки исправить крен посредством органов управления и триммеров оказались безуспешными — самолёт лишился управления, поэтому крен удалось исправить, только изменяя тягу двигателей. «Локхид» опустился ниже слоя облаков, когда для прекращения снижения был добавлен режим, после чего самолёт опять было поднялся в облака, но экипаж регулированием режима сумел его выровнять, поддерживая скорость 125—140 узлов (230—260 км/ч). Спустя 2—2½ минуты с момента столкновения в диспетчерский центр в Нью-Йорке было доложено о ситуации. Впереди находился аэропорт Данбери (штат Коннектикут), но самолёт пролетел над ним на высоте 2000—3000 футов (600—900 м), то есть слишком высоко; вертикальную скорость снижения при этом можно было выдерживать на уровне 500 футов (150 м) в минуту, а продолжать полёт с имеющимися повреждениями было невозможно, поэтому экипаж принял решение выполнять посадку в открытом поле, перед самым приземлением приподняв нос за счёт увеличения режима двигателей.

### Посадка в поле
Пассажиры были оповещены, что самолёт потерял управление и будет производиться посадка в поле, а перед самым ударом было дано указание занимать безопасные позы. На удалении 4,2 мили (6,8 км) к северу от точки столкновения борт N6218C приземлился на склон горы Хант хребта Холиок. Сперва на высоте 46 футов (14 м) над землёй авиалайнер врезался в дерево, далее через 250 футов (76 м) о дерево ударилось левое крыло, которое отделилось, а также оторвало часть фюзеляжа позади центроплана. Следом фюзеляж ударился о землю и промчался 700 футов (210 м) вверх по 15%-склону вдоль курса 243°, разрушившись при этом на три основные части. Двигатели при ударе отделились от крыльев, но из пассажирских сидений почти все, кроме одного, выдержали удар. Топливо из повреждённых баков вылилось и воспламенилось, вызвав пожар. После остановки люди стали эвакуироваться через разломы фюзеляжа, левый основной выход и правую дверь за кабиной пилотов.
Вскоре к месту происшествия прибыла добровольческая пожарная команда из Риджфилда, которые начали тушить пожар, а выживших доставили в больницу в Данбери, помощь также активно оказывали и местные жители; однако позже в больнице двое пассажиров умерли от полученных травм. Также в фюзеляже пожарные нашли ещё два тела: в салоне слева в проходе между рядами 7 и 8 лежал пассажир, а у передней служебной двери лежал командир Уайт, который вернулся, чтобы ему помочь; оба они умерли из-за отравления дымом.

## Расследование

### Тесты
Компания EAL провела испытательные полёты на аналогичном самолёте с целью выяснить, сколько времени требуется на подъём с 10 до 11 тысяч футов, при этом испытания проходили на той же высоте и в тех же условиях, а высоту и время фиксировали кинокамерой. По результатам трёх подъёмов до высоты 11 000 футов были получены три результата — 10,8 с, 14,2 с и 10,2 с, при этом на испытаниях отметили, что в реальной чрезвычайной ситуации возможен и более быстрый набор высоты. Также были выполнены тесты с использованием симулятора Super Constellation в американских ВВС, по результатам которым среднее время подъёма с 10 до 11 тысяч футов было определено как 11 секунд.
Далее проверили вероятность погрешности высотомеров, для чего EAL в статическую систему за приборной панелью второго пилота ввела скорость утечки 1500 футов (460 м) в минуту, а испытание проводили при воздушной скорости 210 уз (388,92000 км/ч) и давлении в кабине, как на высоте 10 000 футов; испытания показали, что высотомер может отставать на 44 фута (13 м), то есть когда он отображает высоту 10 000 футов, самолёт на самом деле будет находиться на высоте 10 044 фута. В случае с рейсом 42 погрешность на высоте 10 000 футов с учётом коррекции будет составлять 55 футов (17 м); позже TWA провела собственные испытания, по результатам которых определила погрешность показаний в −50 футов (−15 м) на высоте 10 000 футов.
Также все три высотомера «Локхида» имели настройку давления 29,56 дюйма (751 мм) рт.ст., а у «Боинга» — 29,65 дюйма (753 мм) рт.ст., из-за чего у последнего относительно первого высотомеры завышали показания на 65 футов (20 м).

### Вопрос об оптических иллюзиях

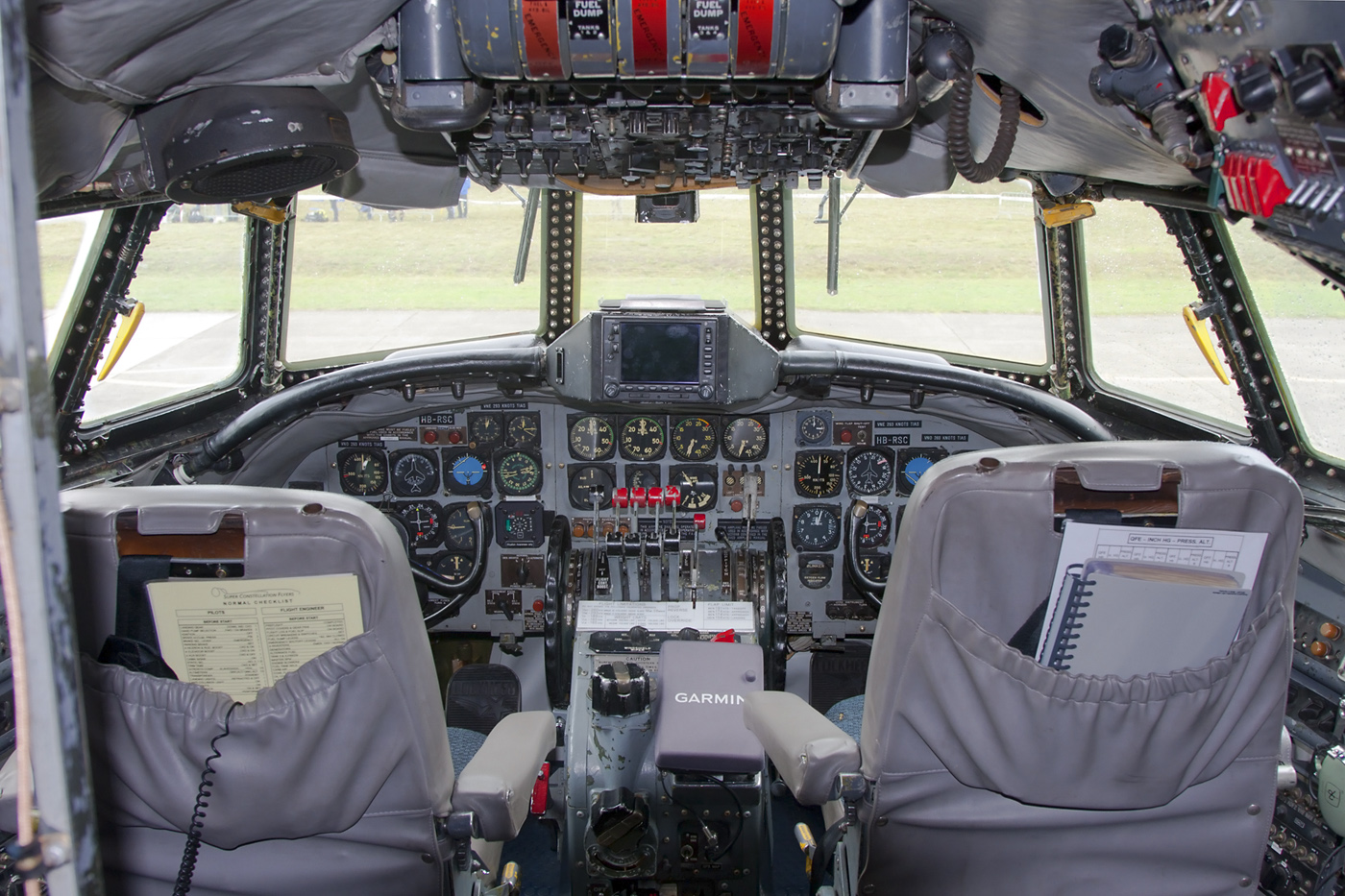
В кабине Lockheed L-1049

Опасность пилотов самолётов в том, что во время полёта у них может расстраиваться вестибулярный аппарат, из-за чего легко быть дезориентированным и подвергаться различным оптическим иллюзиям. Были проведены эксперименты, когда от пилотов требовалось определить, есть ли угроза столкновения со встречным самолётом, или нет; результаты показали, что ключевую роль здесь играет отношение углового смещения относительно скорости приближения: когда угловое смещение цели гораздо быстрее скорости приближения, пилот решает, что угрозы столкновения нет, но если цель почти не смещается относительно поля зрения, однако при этом быстро увеличивается, то пилот начинает считать, что угроза столкновения реальна. Ещё один фактор, который используют пилоты при оценке опасности столкновения — высота цели над горизонтом, — когда цель высоко над горизонтом, то опасности она не представляет, если же она на уровне горизонта, то значит, высота с целью одинакова, а если горизонт не виден, то оценка опасности уже значительно усложняется.
Стоит также упомянуть про похожее происшествие с другим самолётом компании Eastern Air Lines, случившееся 10 месяцами ранее. 8 февраля 1965 года Douglas DC-7 выполнял ночной пассажирский рейс из Нью-Йорка в Ричмонд, когда диспетчер сообщил о наличии встречного самолёта (Boeing 707), который следовал на меньшей высоте; однако в условиях полной темноты при полёте над океаном, где не было видно ни зги, экипаж «Дугласа» ошибочно решил, что есть угроза столкновения, поэтому начал снижаться, а в последний момент едва избежал столкновения, круто отвернув в сторону, при этом оказавшись полностью дезориентированным. Самолёт перешёл в штопор и врезался в океан, при этом погибли 84 человека (подробнее…).

### Анализ данных
По имеющимся данным оба самолёта были полностью исправны, ни у одного из них на борту до столкновения не было отказов или неисправностей двигателей, силовой конструкции, навигационных приборов или что-нибудь ещё, что могло повлиять на ход полёта; оба экипажа имели необходимую квалификацию и были подготовлены для выполнения полёта. Оба самолёта на подходе к Кармелу сохраняли указанную высоту: 10 000 футов у «Локхида» и 11 000 футов — у «Боинга», то есть расстояние между ними по высоте составляло 1000 футов (300 м), а результаты тестов показали, что даже с максимальной погрешностью и с учётом разных настроек давления это значение снизится не более, чем на 100 футов (30 м). Из-за этого, в соответствии с установленными правилами, диспетчер не передавал никому из экипажей информации о другом самолёте.
Согласно данным с погодных радаров, над округом Патнам стояла сплошная облачность, причём к югу от Кармела были облака с вершинами от 8 до 12 тысяч футов (2,4—3,7 км), к северу — от 12 до 16 тысяч футов (3,7—4,9 км), а над самим Кармелом — относительно ровный слой облачности высотой до 10 тысяч футов и отдельными возвышающимися вершинами. Согласно показаниям пассажиров, оба самолёта перед столкновением летели частично в облаках, а потому экипажи не могли как следует следить за обстановкой вокруг, к тому же без информации от диспетчера они ничего не знали о наличии в данном районе других воздушных судов. Из-за этого для второго пилота рейса 853 появление из-за облаков справа по курсу большого реактивного самолёта, который к тому же быстро приближался, стало полной неожиданностью. Горизонта не было видно, поэтому Роджер Холт мог попытаться оценить высоту приближающейся цели по слою облаков за ней; однако на его оценку повлиял тот фактор, что если «Локхид» летел над слоем облаков, то «Боинг» летел на фоне более высокой облачности, а с учётом дефицита времени Холт мог просто испугаться и решить, что есть опасность столкновения. Крикнув командиру об опасности, второй пилот схватил штурвал и перевёл машину в крутой набор высоты; командир Чарльз Уайт не успел толком оценить ситуацию и также решил, что есть опасность столкновения, поэтому стал помогать.
Взмыв вверх, «Супер Конни» всего за 9—12 секунд успела подняться до высоты 11 000 футов. Увидев опасность столкновения, командир «Боинга» Томас Кэрролл сразу отключил автопилот и попытался уйти от столкновения, для чего резко отвернул свой самолёт вправо (принятый манёвр при уклонении от столкновения) и круто вверх, не успев из-за дефицита времени понять, что этот манёвр неверный, а когда через несколько секунд осознал это, времени на его исправление уже не было. Через секунду «Боинг» ударил крылом по стабилизатору «Супер Констелейшена».

## Причины
1. Экипажи обоих самолётов имели необходимые сертификаты и были подготовлены для выполнения полётов.
2. Рейс TW-42 был надлежащим образом сертифицирован, обслужен и отправлен в полёт.
3. Рейс EA-853 был надлежащим образом сертифицирован, обслужен и подготовлен для безопасного полёта.
4. Высотомер (№ 197523) рейса EA-853 был модифицирован в соответствие с Сервисным бюллетенем № 9 и должен был отвечать требованиям по эксплуатации TSO C-10A.
5. Оба самолёта могли эксплуатироваться в пределах своих обычных конструкционных ограничений.
6. Силовые установки обоих самолётов работали до момента удара.
7. Экипаж рейса TW-42 после прохождения высоты 18 000 футов (5500 м) во время снижения изменил настройку своих высотомеров на 29,63.
8. Экипаж рейса EA-853 после прохождения Хартфорда (Коннектикут) получил Брэдли настройку своих высотомеров на 29,58.
9. Рейс TW-42 непосредственно перед столкновением находился на заданной высоте 11 000 футов (3400 м).
10. Рейс EA-853 непосредственно перед обнаружением самолёта TWA находился на заданной высоте 10 000 футов (3000 м) или около неё.
11. На момент происшествия в районе Кармела наблюдалась сплошная облачность с вершинами чуть выше 10 000 футов (3000 м), а отдельные образования были разбросаны по территории с преобладанием на севере более высоких вершин, чем на юге, давая заметное повышение уровня облачности к северу.
12. Экипаж рейса EA-853 наблюдал рейс TW-42 на «два часа» и считал, что они находятся на одинаковой высоте на встречных курсах, поэтому сразу стал набирать высоту, чтобы избежать столкновения.
13. Экипаж рейса TW-42 сразу заметил самолёт EAL и немедленно среагировал, выполнив манёвр уклонения резким поворотом вправо.
14. Левое крыло рейса TW-42 столкнулось с горизонтальным и правым вертикальным стабилизаторами рейса EA-853.
15. Самолёты столкнулись на высоте около 11 000 футов (3400 м) ориентировочно в 16:19.

13 декабря 1966 года был закончен, а через неделю, 20 декабря опубликован отчёт комиссии по расследованию от Совета по гражданской авиации (CAB), согласно которому наиболее вероятно, что экипаж рейса EA-853 недооценил высоту расхождения, что было вызвано оптической иллюзией, порождённой эффектом повышающегося наклона вершин облаков, после чего экипаж рейса EA-853 предпринял манёвр уклонения, на что экипаж рейса TW-42 среагировал манёвром уклонения.

### Комментарии
1. ↑  Здесь и далее по умолчанию указано Североамериканское восточное время (EST)